# Integració per parts
En càlcul, la integració per parts és una regla que transforma la integral d'un producte de funcions en una altra integral que s'espera que sigui més senzilla de resoldre. La regla sorgeix a partir de la regla del producte per a calcular derivades.

## La regla
Suposeu que f(x) i g(x) són dues funcions contínuament derivables. Llavors la regla de la integració per parts diu que donat un interval amb extrems a, b, es té
{\displaystyle \int _{a}^{b}f(x)g'(x)\,dx=\left[f(x)g(x)\right]_{a}^{b}-\int _{a}^{b}f'(x)g(x)\,dx}
On emprant la notació habitual
{\displaystyle \left[f(x)g(x)\right]_{a}^{b}=f(b)g(b)-f(a)g(a).}
La regla es demostra emprant la regla del producte i el teorema fonamental del càlcul. Així
| {\displaystyle f(b)g(b)-f(a)g(a)\,} | {\displaystyle =\int _{a}^{b}{\frac {d}{dx}}(f(x)g(x))\,dx}             |
|                                     | {\displaystyle =\int _{a}^{b}f'(x)g(x)\,dx+\int _{a}^{b}f(x)g'(x)\,dx.} |
Sovint aquesta regla s'estableix emprant integrals indefinides de la següent manera
{\displaystyle \int f(x)g'(x)\,dx=f(x)g(x)-\int f'(x)g(x)\,dx,}
O fins i tot de forma resumida, si es fa u = f(x), v = g(x) i els diferencials du = f ′(x) dx i dv = g′(x) dx, llavors es té l'expressió en què es veu més sovint:
{\displaystyle \int u\,dv=uv-\int v\,du.}
Fixeu-vos que la integral original conté la derivada de g; per tant, per poder aplicar la regla, s'ha d'haver trobat la funció primitiva g, i llavors la integral que en resulta ∫g f′ dx s'ha de calcular.
També es pot formular una regla anàloga pel cas de successions, anomenada sumatori per parts.
Una notació alternativa que té l'avantatge de què s'identifiquen els factors de l'expressió original f i g, però que té l'inconvenient de presentar una integral dins d'un altre, és
{\displaystyle \int fg\,dx=f\int g\,dx-\int \left(f'\int g\,dx\right)\,dx.}
Aquesta fórmula és vàlida sempre que f sigui contínuament derivable i g sigui contínua.
Hi ha formulacions més generals de la integració per parts per la integral de Riemann-Stieltjes i la integral de Lebesgue-Stieltjes.
Nota: Formes més complicades com la que es presenta tot seguit també són vàlides:
{\displaystyle \int uv\,dw=uvw-\int uw\,dv-\int vw\,du.}

## Estratègia
La integració per parts és un procés heurístic més que no pas un procés purament mecànic per a resoldre integrals; donada una funció a integrar, l'estratègia típica és de separar-la acuradament en un producte de dues funcions f(x)g(x) tal que la integral obtinguda per la fórmula d'integració per parts sigui més fàcil d'avaluar que la integral original. L'expressió següent és útil per il·lustrar la millor estratègia a seguir:
{\displaystyle \int fg\,dx=f\int g\,dx-\int \left(f'\int g\,dx\right)\,dx.}
Fixeu-vos que el cantó dret, f s'ha de derivar i g s'ha d'integrar; en conseqüència pot ser útil de triar com a f una funció que se simplifica quan és derivada, i/o triar com a g una funció que se simplifica quan és integrada. Com a exemple senzill, considereu:
{\displaystyle \int {\frac {\ln x}{x^{2}}}\,dx}
Com que {\displaystyle \ln x} quan es deriva se simplifica a {\displaystyle 1/x}, es fa que aquesta part sigui f; com que {\displaystyle 1/x^{2}} quan s'integra se simplifica a {\displaystyle -1/x}, es fa que aquesta part sigui g. Ara la fórmula porta a:
{\displaystyle \int {\frac {\ln x}{x^{2}}}\,dx=-{\frac {\ln x}{x}}-\int (1/x)(-1/x)\,dx.}
La integral que queda {\displaystyle -1/x^{2}} es pot resoldre per la regla del producte i és {\displaystyle 1/x}.
De forma alternativa, es poden triar f i g de tal forma que el producte {\displaystyle f'(\int g\,dx)} se simplifiqui perquè es cancel·len termes. Per exemple, Suposeu que es desitja integrar:
{\displaystyle \int {\frac {\ln(\sin x)}{(\cos x)^{2}}}\,dx}
Si es tria {\displaystyle f(x)=\ln(\sin x)} i {\displaystyle g(x)=1/(\cos x)^{2}}, llavors en derivar f resulta {\displaystyle 1/\tan x} emprant la regla de la cadena i en integrar g dona {\displaystyle \tan x}; per tant la fórmula dona:
{\displaystyle \int {\frac {\ln(\sin x)}{(\cos x)^{2}}}\,dx=\ln(\sin x)\tan x-\int (1/\tan x)(\tan x)\,dx.}
L'integrand se simplifica i dona 1. Per a trobar una combinació que se simplifiqui normalment requereix un procés d'experimentació a base de prova i error.
En algunes aplicacions, no cal assegurar-se que la integral produïda per la fórmula de la integració per parts té una forma més fàcil d'integrar; per exemple, en càlcul numèric, n'hi ha prou si té una magnitud tan reduïda que l'error que aporta és prou petit. En els exemples de més avall es presenten algunes altres tècniques especials.

## Exemples
Per a calcular:
{\displaystyle \int x\cos(x)\,dx}
Es fa:
u = x, du = dx,
dv = cos(x) dx, v = sin(x).
Llavors:
{\displaystyle {\begin{aligned}\int x\cos(x)\,dx&=\int u\,dv\\&=uv-\int v\,du\\&=x\sin(x)-\int \sin(x)\,dx\\&=x\sin(x)+\cos(x)+C\end{aligned}}}
On C és una constant d'integració arbitrària.
A base d'aplicar repetidament la integració per parts, integrals com
{\displaystyle \int x^{3}\sin(x)\,dx\quad {\mbox{and}}\quad \int x^{2}e^{x}\,dx}
Es poden calcular de la mateixa forma: cada aplicació de la regla disminueix la potència dex en una unitat.
Un exemple interessant que es troba sovint és:
{\displaystyle \int e^{x}\cos(x)\,dx}
On, de forma sorprenent, al final, no cal fer la integral.
Aquest exemple empra la integració per parts dos cops. Primer es fa:
u = cos(x); thus du = −sin(x) dx
dv = ex dx; thus v = ex
Llavors:
{\displaystyle \int e^{x}\cos(x)\,dx=e^{x}\cos(x)+\int e^{x}\sin(x)\,dx}
Ara, per resoldre la integral que queda, es fa servir la integració per parts altre cop, amb:
u = sin(x); du = cos(x) dx
v = ex; dv = ex dx
Llavors:
| {\displaystyle \int e^{x}\sin(x)\,dx} | {\displaystyle =e^{x}\sin(x)-\int e^{x}\cos(x)\,dx} |
Ficant-les juntes, es té
{\displaystyle \int e^{x}\cos(x)\,dx=e^{x}\cos(x)+e^{x}\sin(x)-\int e^{x}\cos(x)\,dx}
Fixeu-vos que la mateixa integral apareix als dos cantons de l'equació. Passant-la a l'esquerra es té:
{\displaystyle 2\int e^{x}\cos(x)\,dx=e^{x}(\sin(x)+\cos(x))+C}
{\displaystyle \int e^{x}\cos(x)\,dx={e^{x}(\sin(x)+\cos(x)) \over 2}+C'}
On, altre cop, C (i C' = C/2) és una constant d'integració arbitrària.
Una estratègia similar es fa servir per trobar la integral del cub de la secant.
Hi ha dos exemples ben coneguts on la integració per parts s'aplica a una funció expressada com el producte d'1 per la mateixa funció. Això funciona si la derivada de la funció és coneguda i la integral de la funció multiplicada per x també és coneguda.
El primer exemple és ∫ ln(x) dx. Això s'escriu com:
{\displaystyle \int \ln(x)\cdot 1\,dx}
Sia:
u = ln(x); du = 1/x dx
v = x; dv = 1·dx
Llavors:
| {\displaystyle \int \ln(x)\,dx} | {\displaystyle =x\ln(x)-\int {\frac {x}{x}}\,dx} |
|                                 | {\displaystyle =x\ln(x)-\int 1\,dx}              |
{\displaystyle \int \ln(x)\,dx=x\ln(x)-{x}+{C}}
{\displaystyle \int \ln(x)\,dx=x(\ln(x)-1)+C}
On, C és altre cop la constant d'integració arbitrària
El segon exemple és ∫ arctan(x) dx, on arctan(x) és la inversa de la tangent. Es reescriu com:
{\displaystyle \int \arctan(x)\cdot 1\,dx}
Ara es fa:
u = arctan(x); du = 1/(1+x²) dx
v = x; dv = 1·dx
Llavors:
| {\displaystyle \int \arctan(x)\,dx} | {\displaystyle =x\arctan(x)-\int {\frac {x}{1+x^{2}}}\,dx}         |
|                                     | {\displaystyle =x\arctan(x)-{1 \over 2}\ln \left(1+x^{2}\right)+C} |
Emprant una combinació del mètode invers de la regla de la cadena i del logaritme natural.
Aquí hi ha un exemple divertit:
{\displaystyle \int xdx=x^{2}-\int xdx}
{\displaystyle 2\int xdx=x^{2}}
{\displaystyle \int xdx={\frac {x^{2}}{2}}+C}

## La regla LIPTE
Una regla heurística per triar quina de les dues funcions ha de ser u i quina ha de ser dv és triar u com la funció que pertanyi al tipus que apareix primer en aquesta llista: 
L: Funcions logarítmiques: ln x, {\displaystyle \log _{2}(x)}, etc.
I: Funcions inverses de les trigonomètriques: arctan x, arcsec x, etc.
P: Funcions polinòmiques: {\displaystyle x^{2}}, {\displaystyle 3x^{50}}, etc.
T: Funcions trigonomètriques: sin x, tan x, etc.
E: Funcions exponencials: {\displaystyle e^{x}}, {\displaystyle 13^{x}}, etc.
Llavors triar com dv l'altra funció. La llista es pot recordar amb el mot mnemotècnic LIPTE. El motiu pel qual acostuma a funcionar és perquè les funcions que surten mes a baix de la llista tenen primitives més fàcils de calcular que no pas les que surten més amunt.
Per il·lustrar la regla, considereu la integral 
{\displaystyle \int x\cos x\,dx.\,}
Seguint la regla LIPTE, u = x i dv = cos x dx, llavors du = dx i v = sin x, el que fa que la integral esdevingui
{\displaystyle x\sin x-\int 1\sin x\,dx,\,}
Que resulta
{\displaystyle x\sin x+\cos x+C.\,}
En general, es tracta de triar u i dv tals que du sigui més senzilla que u i dv sigui fàcil d'integrar. Si en coptes de fer-ho com s'ha fet, s'hagués triat cos x com a u i x com a dv, s'hauria obtingut la integral
{\displaystyle {\frac {x^{2}}{2}}\cos x+\int {\frac {x^{2}}{2}}\sin x\,dx\,\,}
La qual, després d'aplicar de forma recursiva la fórmula d'integració per parts, clarament hauria resultat un successió infinita que no portaria en lloc.
Tot i que aquesta regla és útil hi ha excepcions. Una alternativa habitual és considerar les funcions en l'ordre "ILPTE". També en alguns casos, els termes polinòmics s'han de partir de formes no trivials. Per exemple, per integrar
{\displaystyle \int x^{3}e^{x^{2}}\,dx,}
Es podria establir
{\displaystyle u=x^{2},\quad dv=xe^{x^{2}}\,dx.}
Això resulta en
{\displaystyle \int x^{3}e^{x^{2}}\,dx={\frac {1}{2}}e^{x^{2}}(x^{2}-1)+C.}

## Integració per parts recursiva
La integració per parts sovint es pot aplicar de forma recursiva sobre el terme {\displaystyle \int v\,du} i s'obté la següent fórmula
{\displaystyle \int uv=uv_{1}-u'v_{2}+u''v_{3}-\cdots +(-1)^{n}\ u^{(n)}\ v_{n+1}}
Aquí, {\displaystyle u'} és la primera derivada de {\displaystyle u} i {\displaystyle u''} és la segona derivada de {\displaystyle u}. Successivament, {\displaystyle u^{(n)}} és una notació per a indicar la seva derivada nèsima (respecte de la variable de la qual són funcions u i v).
{\displaystyle v_{n+1}(x)=\int \!\int \ \cdots \int v\ (dx)^{n+1}.}
Hi ha n + 1 integrals.
La fórmula anterior és convenient perquè pot ser avaluada a base d'anar derivant el primer terme i anar integrant el segon (invertint el signe cada cop), començant amb {\displaystyle uv_{1}}. Això és molt útil especialment en casos on {\displaystyle u^{(k+1)}} esdevé zero per algun k + 1. Així, l'avaluació de la integral pot aturar-se un cop s'arriba al terme {\displaystyle u^{(k)}}.

## Integració per parts tabular
Tot i que la definició recursiva anterior és correcta, sovint és difícil de recordar i d'aplicar. Una representació visual d'aquest procés molt més fàcil és el que es diu el "mètode tabular". Aquest mètode funciona millor quan una de les dues funcions del producte és un polinomi, i per tant, després de derivar-lo diversos cops s'obté zero. També es pot estendre per treballar amb funcions que es repetiran a si mateixes.
Per exemple, considereu la integral 
{\displaystyle \int x^{3}\cos x\,dx.}
Sia {\displaystyle u=x^{3}.} Es comença amb aquesta funció i es llisten en una columna les subseqüents derivades fins que s'arriba a zero. En segon lloc es comença amb la funció v (en aquest cas {\displaystyle \cos x}) i es llista cada integral de v fins que la mida de la columna és el mateix que el de u. El resultat hauria d'aparèixer tal com segueix.
| Derivades de u (Columna A) | Integrals de v (Columna B) |
| -------------------------- | -------------------------- |
| {\displaystyle x^{3}\,}    | {\displaystyle \cos x\,}   |
| {\displaystyle 3x^{2}\,}   | {\displaystyle \sin x\,}   |
| {\displaystyle 6x\,}       | {\displaystyle -\cos x\,}  |
| {\displaystyle 6\,}        | {\displaystyle -\sin x\,}  |
| {\displaystyle 0\,}        | {\displaystyle \cos x\,}   |

Ara simplement cal aparellar el primer element de la columna A amb el segon element de la columna B, el 2n element de la columna A amb el 3r element de la columna B, etc. amb els signes alternant (començant amb el signe positiu). Es repeteix fins que és impossible de continuar aparellant. El resultat és el següent (fixeu-vos en l'alternança de signes en cada terme):
{\displaystyle (+)(x^{3})(\sin x)+(-)(3x^{2})(-\cos x)+(+)(6x)(-\sin x)+(-)(6)(\cos x)+C\,.}
Simplificant-ho porta al resultat:
{\displaystyle x^{3}\sin x+3x^{2}\cos x-6x\sin x-6\cos x+C.\,}
Entenent adequadament el mètode tabular es pot estendre.
{\displaystyle \int e^{x}\cos x\,dx.}
| Derivatives of u (Column A) | Integrals of v (Column B) |
| --------------------------- | ------------------------- |
| {\displaystyle e^{x}\,}     | {\displaystyle \cos x\,}  |
| {\displaystyle e^{x}\,}     | {\displaystyle \sin x\,}  |
| {\displaystyle e^{x}\,}     | {\displaystyle -\cos x\,} |

En aquest cas en l'últim pas cal integrar el producte de les dues caselles finals per obtenir:
{\displaystyle \int e^{x}\cos x\,dx=e^{x}\sin x+e^{x}\cos x-\int e^{x}\cos x\,dx}
La qual es pot resoldre aïllant la integral en un cantó de la igualtat.

## Dimensions superiors
La fórmula d'integració per parts es pot estendre a funcions de diverses variables. En comptes d'un interval s'ha d'integrar sobre un conjunt de dimensió n. També se substitueix la derivada per la derivada parcial.
De forma més específica, suposant que Ω és un conjunt obert fitat de {\displaystyle \mathbb {R} ^{n}} amb una frontera derivable per trossos ∂Ω. Si u i v són dues funcions contínuament derivables en la clausura de Ω, llavors la fórmula per la integració per parts és
{\displaystyle \int _{\Omega }{\frac {\partial u}{\partial x_{i}}}v\,dx=\int _{\partial \Omega }uv\,\nu _{i}\,d\sigma -\int _{\Omega }u{\frac {\partial v}{\partial x_{i}}}\,dx}
On {\displaystyle \mathbf {\nu } } és el vector sortint, normal a la superfície ∂Ω, νi és el seu component i-èsim, i i varia des d'1 a n. Substituint v de la fórmula anterior per vi i sumant per tot i s'obté la fórmula vectorial
{\displaystyle \int _{\Omega }\nabla u\cdot \mathbf {v} \,dx=\int _{\partial \Omega }u\,\mathbf {v} \cdot \nu \,d\sigma -\int _{\Omega }u\,\nabla \cdot \mathbf {v} \,dx}
on v és una funció vectorial amb components v1, …, vn.
Fent u igual a la funció constant 1 a la fórmula anterior dona el teorema de la divergència. Per {\displaystyle \mathbf {v} =\nabla v} on {\displaystyle v\in C^{2}({\bar {\Omega }})}, s'obté
{\displaystyle \int _{\Omega }\nabla u\cdot \nabla v\,dx=\int _{\partial \Omega }u\,\nabla v\cdot \nu \,d\sigma -\int _{\Omega }u\,\Delta v\,dx}
Que és la primera identitat de Green.
Els requisits de regularitat del teorema es poden relaxar. Per exemple, la frontera ∂Ω només cal que sigui Lipschitz continua. En la primera fórmula de dalt només cal que {\displaystyle u,v\in H^{1}(\Omega )} (on H¹ és un espai de Sobolev); les altres fórmules tenen requeriments relaxats semblants.
Per referència, consulteu l'apèndix C de Evans o el notes de matemàtiques aplicades Arxivat 2007-03-31 a Wayback Machine. d'Arbogast i Bona.

## Regla nemotècnica
Una forma de recordar la fórmula general és la frase mnemotècnica: "la integral de {\displaystyle u} diferencial de {\displaystyle v} és igual a {\displaystyle u} per {\displaystyle v} menys la integral de {\displaystyle v} diferencial de {\displaystyle u}".
{\displaystyle \int u\,dv=uv-\int v\,du.}